# 蒙塞 (上索恩省)
蒙塞（法語：Montcey，法語發音：[mɔ̃sɛ]）是法国上索恩省的一个市镇，属于沃苏勒区。

## 地理
蒙塞（47°39'21"N, 6°14'11"E）面积8.12 平方千米，位于法国勃艮第-弗朗什-孔泰大區上索恩省，该省份为法国东部内陆省份，北起顺时针与孚日省、贝尔福地区省、杜省、汝拉省、科多尔省和上马恩省接壤。
与蒙塞接壤的市镇（或旧市镇、城区）包括：索村、卡尔穆捷、科隆比耶、孔贝尔容、当瓦莱莱科隆布、弗罗泰莱沃苏勒。

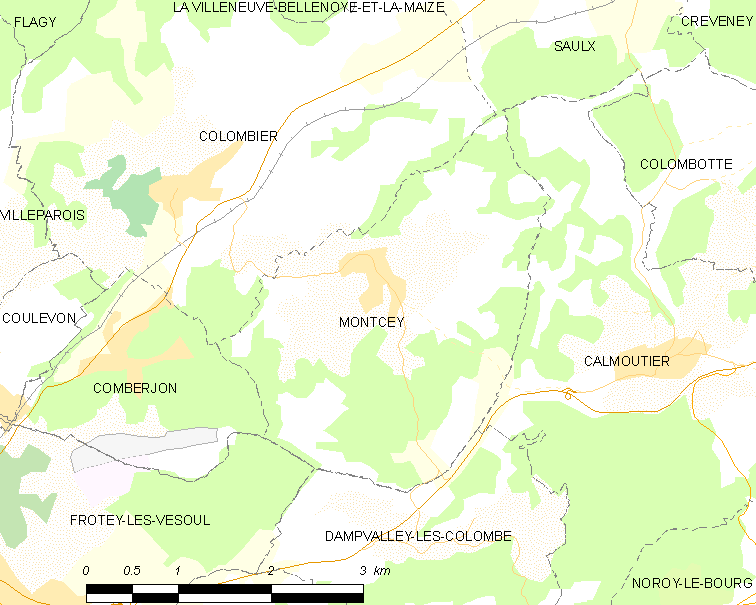
的OSM定位图

蒙塞的时区为UTC+01:00、UTC+02:00（夏令时）。

## 行政
蒙塞的邮政编码为70000，INSEE市镇编码为70358。

## 政治
蒙塞所属的省级选区为沃苏勒第二县。

## 人口

1962-2008年间人口变化图示

蒙塞于2022年1月1日时的人口数量为266人。